# یواس‌اس ئی-۲ (اس‌اس-۲۵)
یواس‌اس ئی-۲ (اس‌اس-۲۵) (به انگلیسی: USS E-2 (SS-25)) یک زیردریایی بود که طول آن ۱۳۵ فوت ۳ اینچ (۴۱٫۲۲ متر) بود. این زیردریایی در سال ۱۹۱۱ ساخته شد.